# آلتو دل اسپینو
التو دل اسپینو (به اسپانیایی: Alto del Espino) یک منطقهٔ مسکونی در پاناما است که در پاناما واقع شده‌است.

## خصوصیات
التو دل اسپینو ۴ ۰۹۲ نفر جمعیت دارد.